# Yo Protesto
Yo Protesto es el primer álbum de estudio del músico puertorriqueño Roy Brown. El álbum fue lanzado originalmente bajo el sello Vanguardia, pero más adelante fue relanzado bajo el sello Disco Libre.

## Lista de canciones
Todas las canciones escritas por Roy Brown
1. "Monón"
2. "Mujer de sociedad"
3. "No me sulfuro"
4. "Yo no sé cual es la verdad"
5. "Mister con macana"
6. "Paco Márquez"
7. "El joven del caserío"
8. "Antiguos baluartes"
9. "Dime, niña"
10. "Señor inversionista"
11. "La mente es un alma dormida"

## Impacto cultural
Aunque fue lanzado en 1969, Yo Protesto se convirtió en símbolo de las huelgas en la Universidad de Puerto Rico que comenzaron en 1970. Las canciones fueron consideradas parte del movimiento de rebelión que resaltaba la situación sociopolítica de la isla.
En 2005, se lanzó un álbum en homenaje a Roy Brown bajo el título de Yo Protesto: Roy Brown y sus Amigos, coincidiendo con el 35 aniversario del lanzamiento del álbum original. Este nuevo álbum incluía nuevas versiones de las canciones de Brown, algunas de ellas con la colaboración de artistas como Danny Rivera, Fiel a la Vega, Tony Croatto, y Silvio Rodríguez, entre otros.
En el 2011, Brown celebró el 40 aniversario del álbum con un concierto en el Centro de Bellas Artes de San Juan.